# Sheer Qorma
Sheer Qorma (urdu: شير قرمہ, romanizado : shîr qurmâ "leche y dátiles") es un cortometraje indio de 2021 de drama y romance LGBT escrito y dirigido por Faraz Arif Ansari (reconocido por la película Sisak) y producido por Marijke Desouza. Está producido por Futterwacken Films. Protagonizado por Shabana Azmi, Divya Dutta y Swara Bhaskar, la película gira en torno a una mujer y una persona no binaria (interpretades por Dutta y Swara Bhaskar) enamoradas la una de la otra. El rodaje comenzó en la primera semana de agosto de 2019 en Mumbai.

## Reparto
- Shabana Azmi como Ammi[5]
- Divya Dutta como Saira[6]
- Swara Bhaskar como Sitara[7]
- Priya Malik como Susan, la nuera de Ammi[8]

## Reconocimientos
La película ganó el premio del público al mejor cortometraje en el Frameline Film Festival y también calificó para los British Academy Film Awards 2021.